# 가와토 다이키
가와토 다이키(일본어: 川戸 大樹, 1994년 4월 5일~)는 일본의 축구 선수이다.

## 구단 경력
그는 2017년 J3리그의 SC 사가미하라에 입단했다. 2018년까지 10경기에 출전하여, 1득점을 넣었다. 2019년 일본 지역 리그의 도쿄 유나이티드 FC로 이적했다. 2021년 일본 풋볼 리그의 도쿄 무사시노 유나이티드 FC(요코가와 무사시노 FC)로 이적했다.